# Pentatoma
Pentatoma es un género de chinche de la familia Pentatomidae. Algunas especies son plagas de cultivos.

## Especies
Dentro de este género se incluyen las siguientes especies:
- Pentatoma angulata Hsiao & Cheng
- Pentatoma illuminata
- Pentatoma japonica
- Pentatoma kunmingensis Xiong
- Pentatoma metallifera
- Pentatoma parataibaiensis Liu & Zheng, 1995
- Pentatoma rufipes (Linnaeus, 1758)
- Pentatoma semiannulata
- Pentatoma viridicornuta He & Zheng, 2006